# Colletes latitarsis
Colletes latitarsis är en solitär biart som beskrevs av Robertson 1891. Den ingår i släktet sidenbin och familjen korttungebin. Inga underarter finns listade i Catalogue of Life.

## Beskrivning
Arten har grågul päls på mellankroppen, övergående till gulbrun på ovansidan. Antennerna är mörkt rödaktiga, medan vingarna är genomskinliga med brunröda ribbor. Bakkroppen är svart, men bakkanterna på tergiterna, bakkroppssegmenten, har tjocka, vita hårband. Honan har en kroppslängd av omkring 11 mm; den mindre hanen en kroppslängd mellan 8 och 9 mm.

## Ekologi
Colletes latitarsis flyger mellan mars och september. Den är polylektisk, det vill säga den besöker blommande växter från flera olika familjer, som korgblommiga växter (gullrissläktet), ärtväxter (lusernsläktet och sötväpplingar),  potatisväxter (lyktörter), rosväxter (hallonsläktet) samt gurkväxter (pumpor).

## Utbredning
Utbredningsområdet omfattar Nordamerika från södra Ontario i Kanada samt USA från New York, Michigan och Wisconsin söderut till Florida och Louisiana samt västerut till Arizona.